# Гора (Шатурский район)
Гора — деревня в Шатурском муниципальном районе Московской области. Входит в состав Дмитровского сельского поселения. Население — 92 чел. (2011).

## Расположение
Деревня Гора расположена в юго-западной части Шатурского района, расстояние до МКАД порядка 138 км. Высота над уровнем моря 143 м.

## Название
В письменных источниках деревня упоминается как Горы, позднее Гора.
Название Гора связано с ландшафтом местности — деревня расположена на возвышенности.

## История

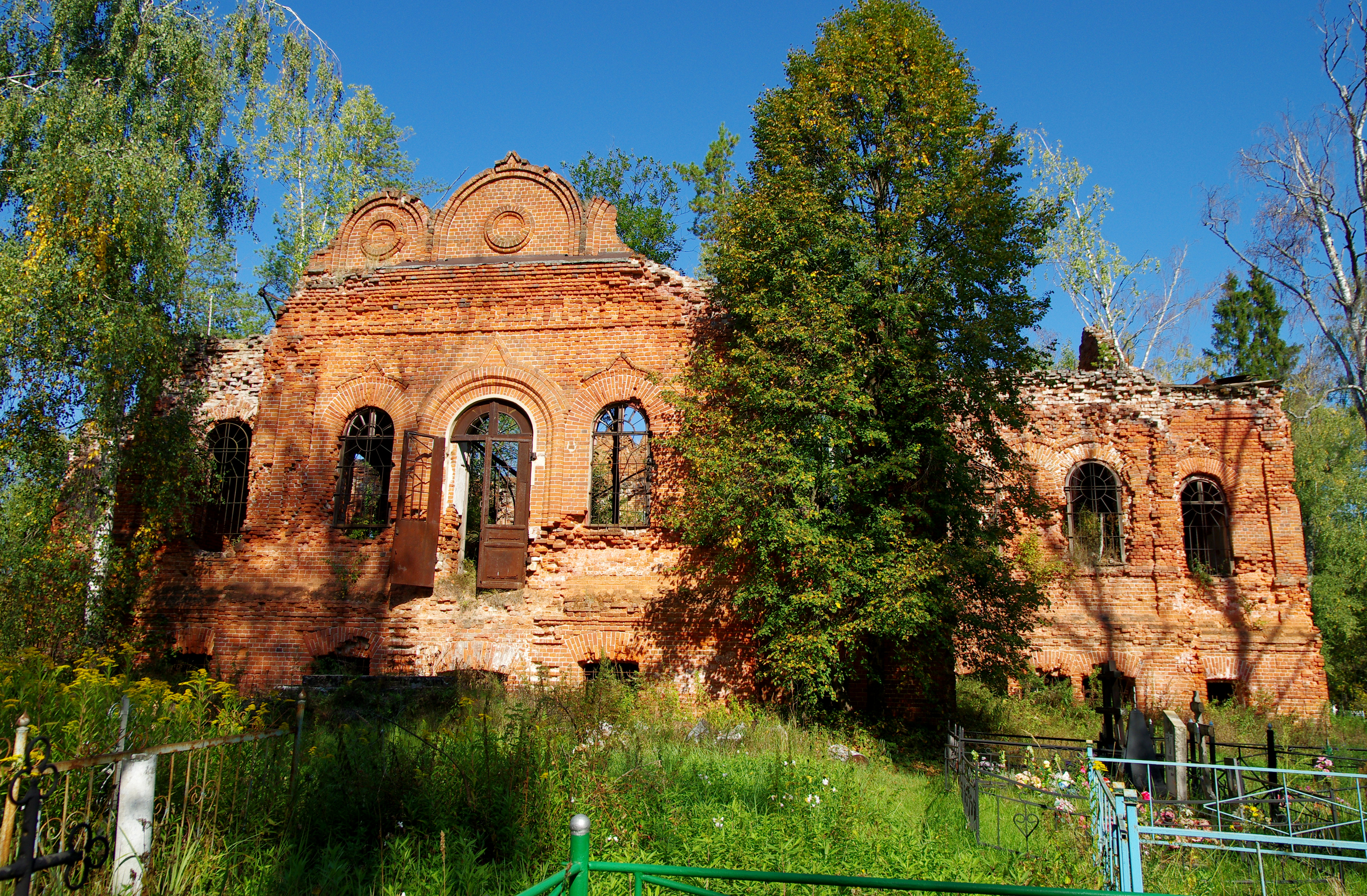
Церковь Зачатия Пресвятой Богородицы в деревне Гора

Впервые упоминается в писцовой Владимирской книге В. Кропоткина 1637—1648 гг. как деревня Горы волости Вышелесский Остров Владимирского уезда. Деревня принадлежала Ерофею Гавриловичу Болотову и Александру Артемьевичу Колюбакину.
Наиболее примечательным заведением деревни была суконная фабрика, существовавшая с 1761 года (Основана купцом Иванчиковым). В справочнике 1860 года эта фабрика упомянута в числе пяти лучших суконных фабрик губернии: "Фабрика в с.Горе действует конным приводом, материал получает из Воронежской губернии, где находится главная суконная фабрика владелицы. Сукна поставляются в казну для армии и флота". Последней владелицей фабрики была графиня Толстая. До неё фабрика принадлежала братьям Якову и Василию Васильевичам Туликовым, которые купили её в 1768 г. у московского купца и фабриканта Мины Артемьевича Иконникова. По данным X ревизии (1858) к фабрике было приписано крепостных муж.пола 151 человек.
Последней владелицей деревни перед отменой крепостного права была графиня Толстая (Елизавета Васильевна, урождённая Тулинова, 1826–1870) .
С 1861 года деревня вошла в состав Горской волости, приходская церковь в с.Остров (ныне не существующее село, располагавшееся менее чем в километре на восток от деревне).
С 1922 по 1929 год в составе Дмитровской волости.
Позднее входила в Шараповский сельсовет.

## Население
| 1858 | 1859 | 1868 | 1885 | 1905 | 1926 |
| ---- | ---- | ---- | ---- | ---- | ---- |
| 319  | ↘304 | ↗326 | ↘300 | ↗365 | ↘338 |
| 1970 | 1993 | 2002 | 2006 | 2010 | 2011 |
| ↘191 | ↘73  | ↘72  | ↗84  | ↘78  | ↗92  |

## Галерея

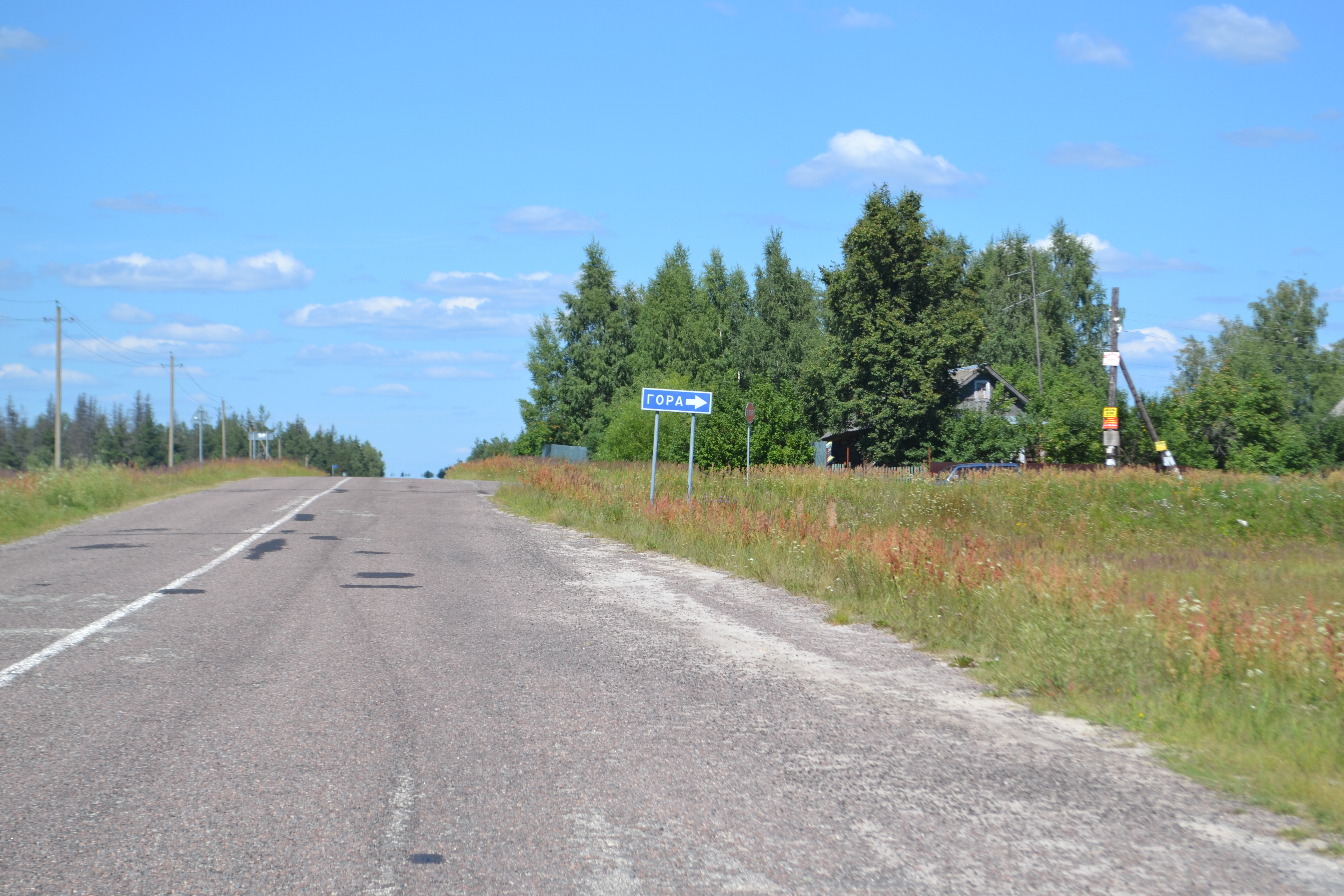
Дорожный указатель на деревню
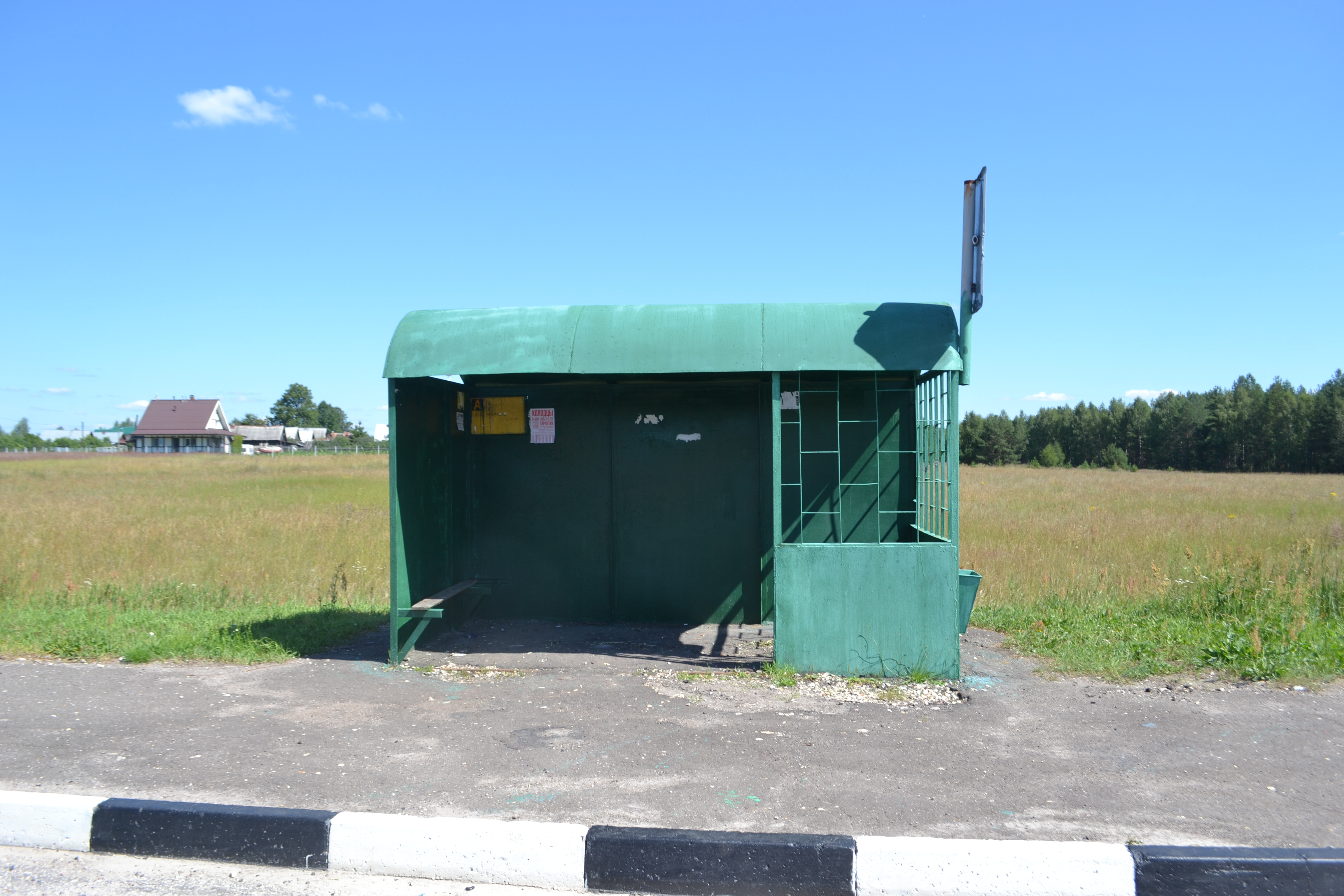
Остановка Гора
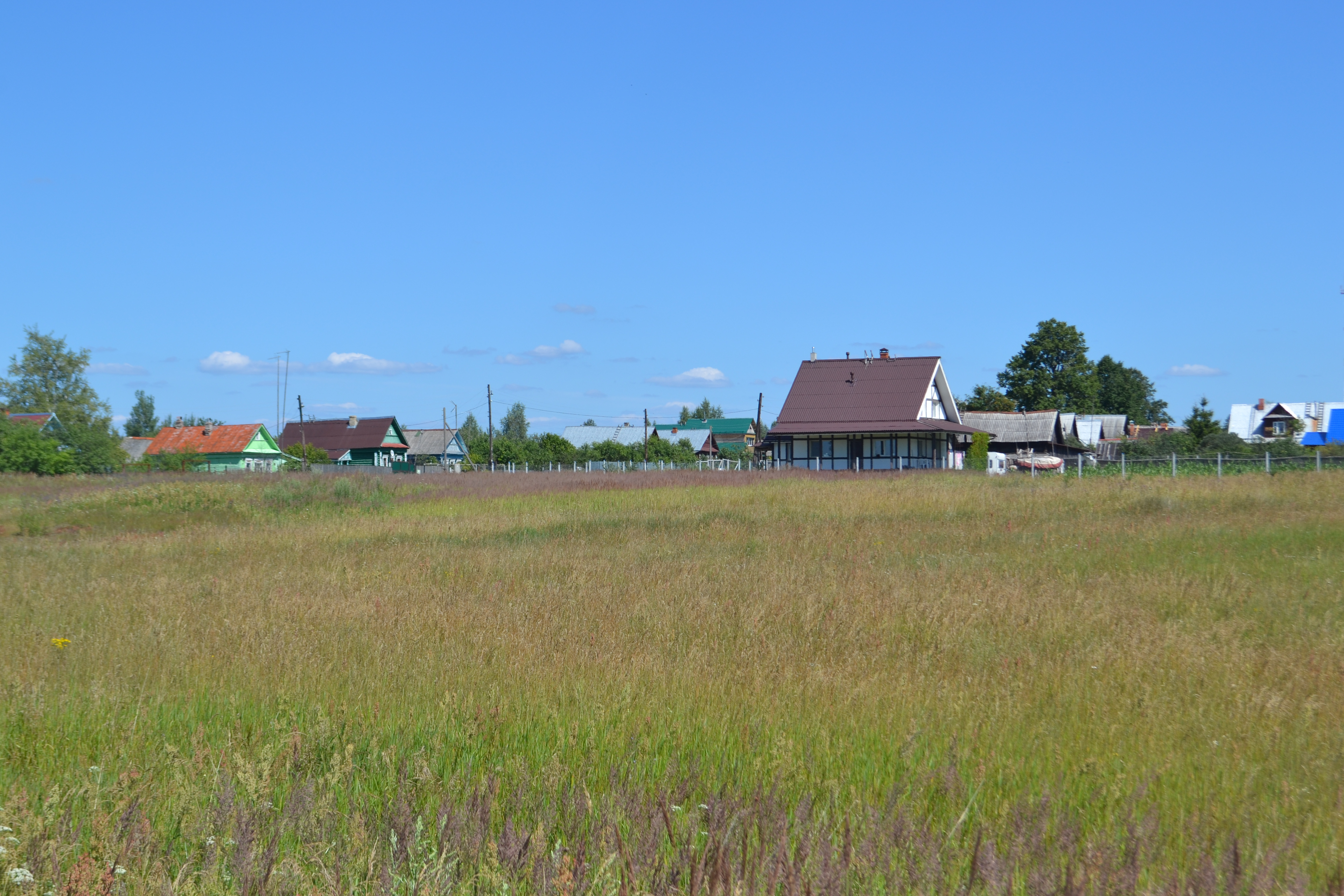
Гора
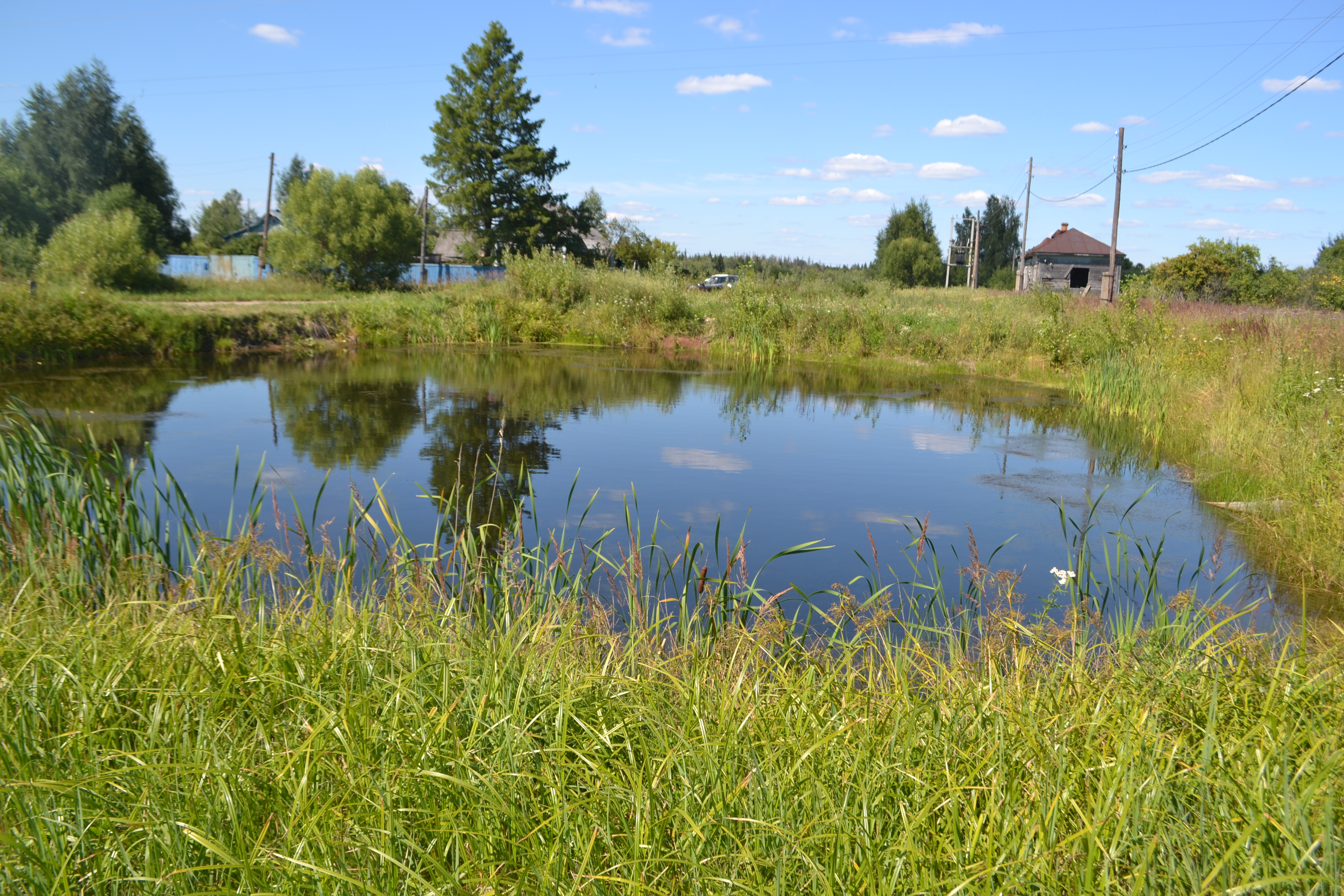
Пруд
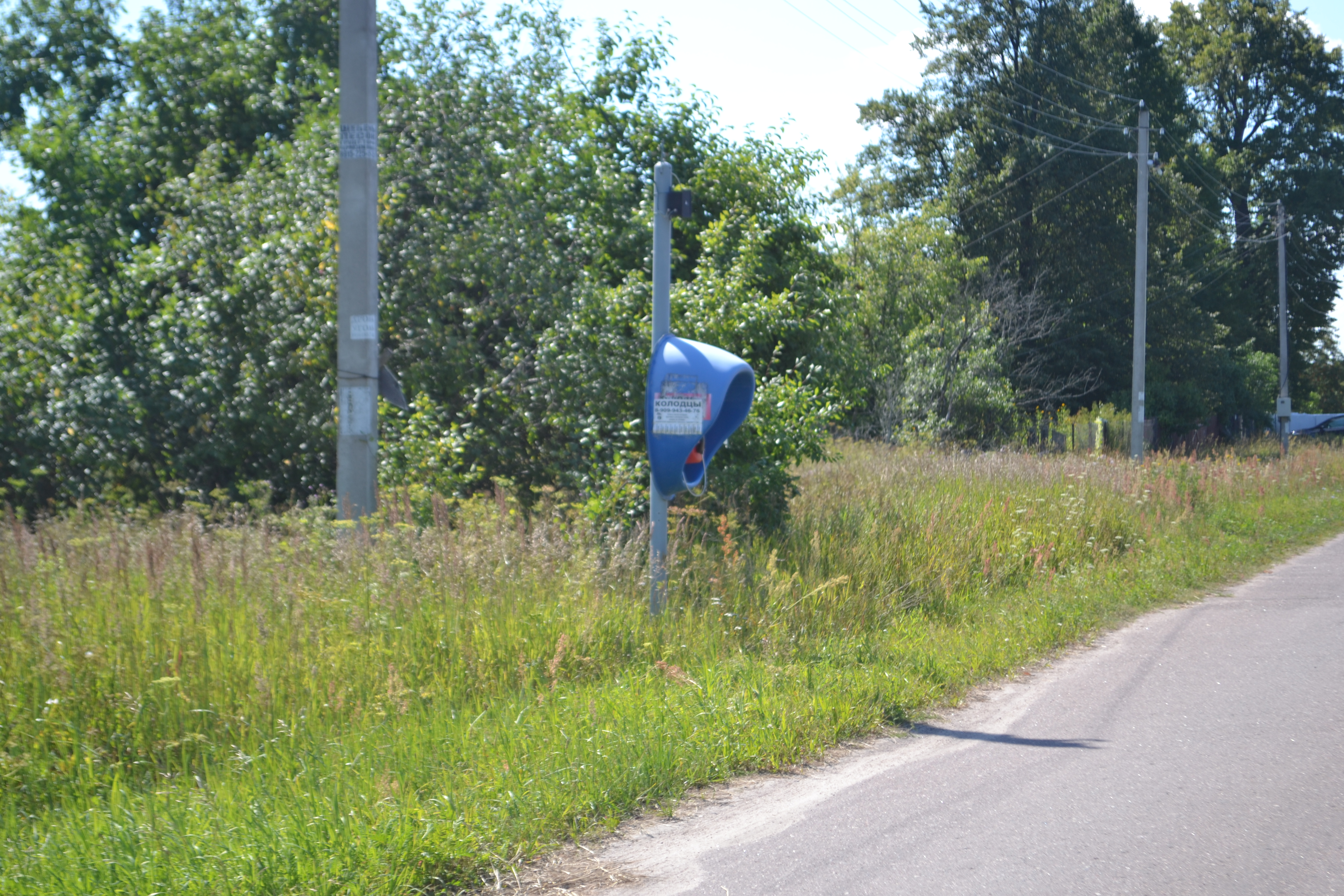
Таксофон в деревне